# Blumenstraße (München)

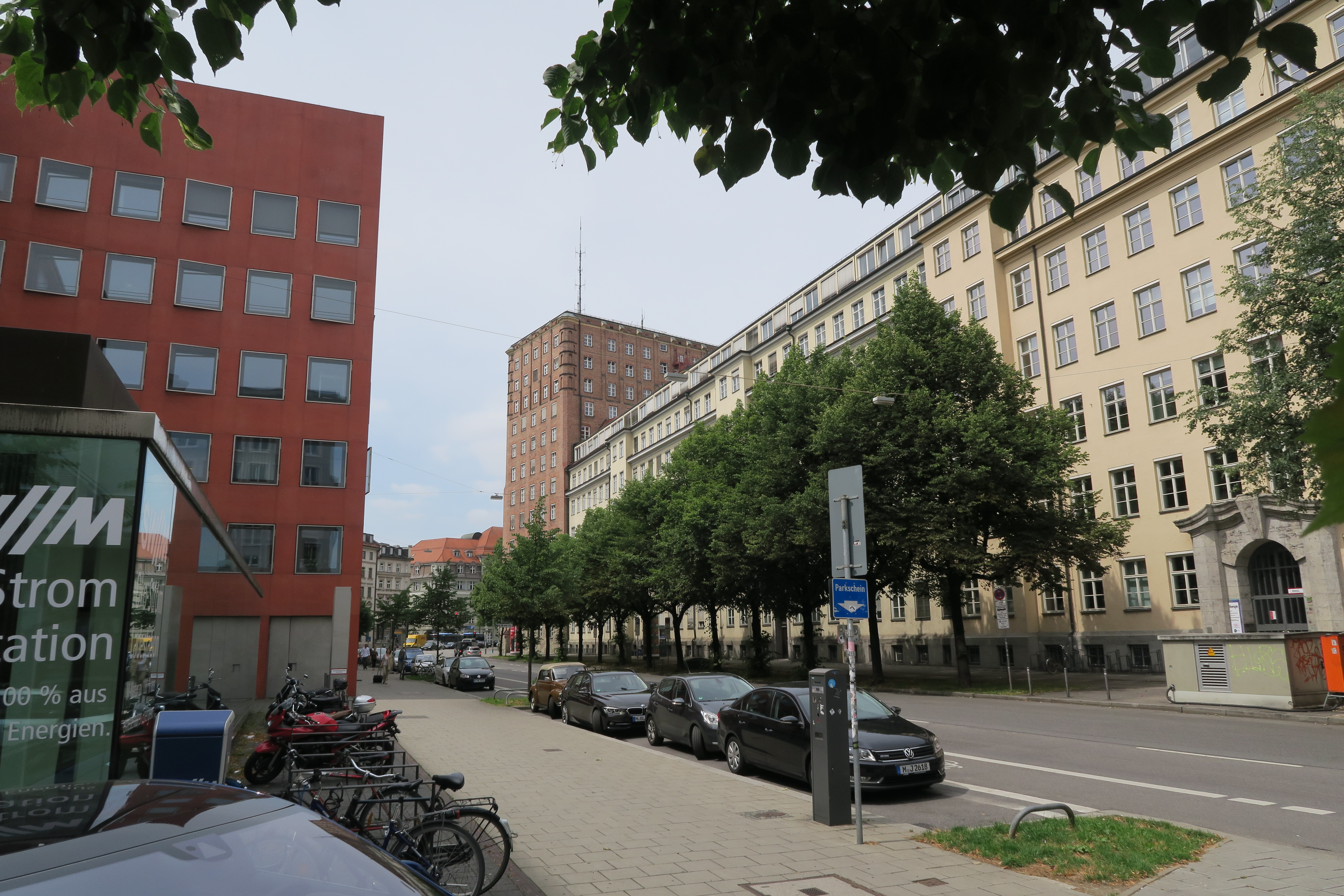
Blumenstraße mit Blick auf das Städtische Hochhaus in München

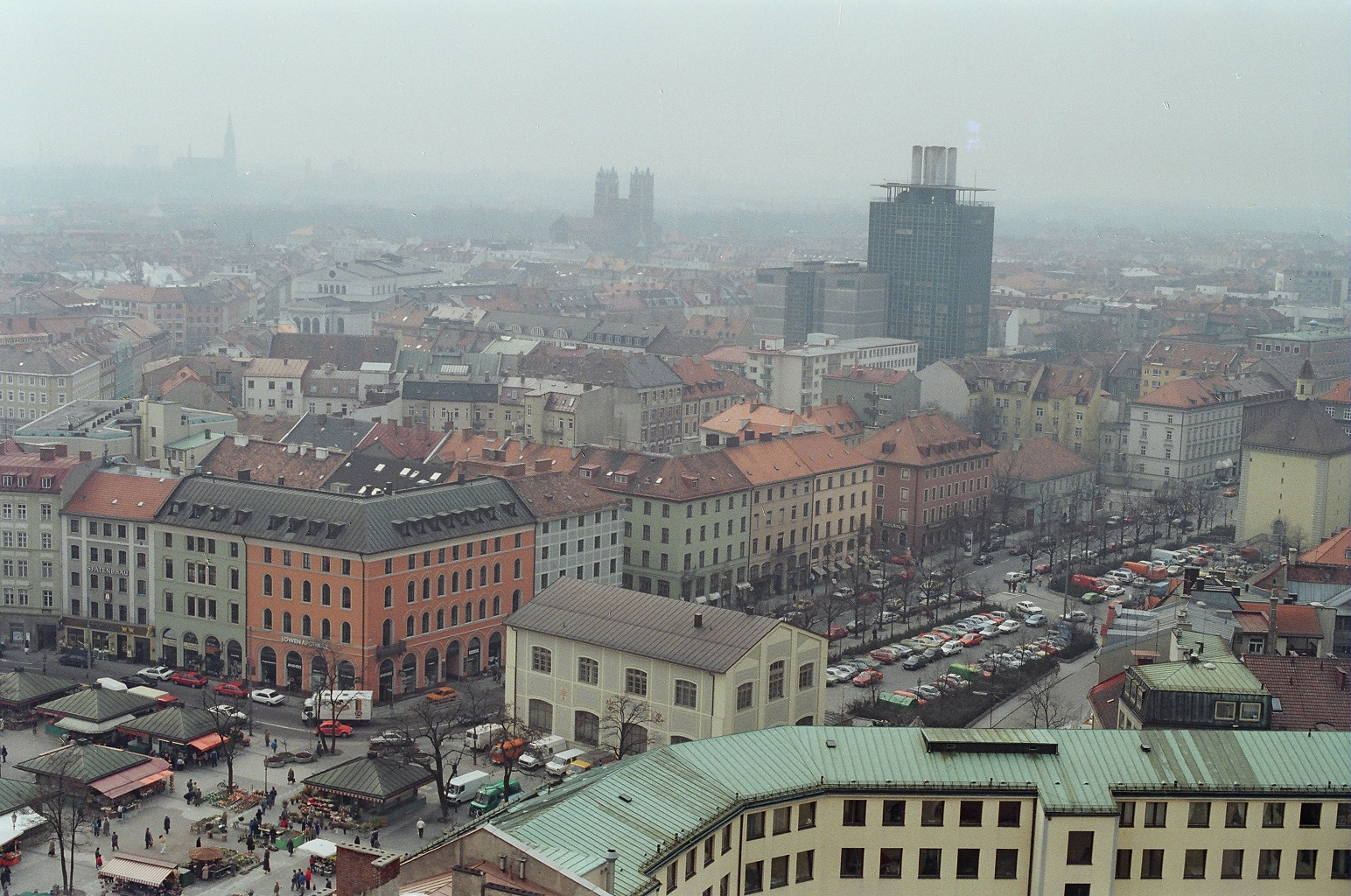
Die Blumenstraße im Jahr 1987. Der Parkplatz auf der rechten Seite wurde im Jahr 2005 mit der Schrannenhalle überbaut.

Die Blumenstraße ist der südwestliche Teil des Münchner Altstadtrings zwischen Sonnenstraße und Frauenstraße.

## Beschreibung
Die Blumenstraße folgt den ehemaligen Wallanlagen am Stadtgraben und hat in ihrem Verlauf zwei Richtungsänderungen. Sie beginnt am Viktualienmarkt als Fortsetzung der Frauenstraße und führt in südwestliche und ab der Angertorstraße in nordwestliche Richtung bis zum Sendlinger-Tor-Platz. Dazwischen gibt es bei der Thalkirchner Straße noch eine Verschwenkung stärker nach Nordwesten.
An der Blumenstraße befinden sich das Bürgerhaus Glockenbachwerkstatt (Blumenstraße 7), die Schrannenhalle (Viktualienmarkt 15), der Hochbunker (Blumenstr. 22), das Theresia-Gerhardinger-Gymnasium am Anger (Blumenstraße 26), das Städtisches Hochhaus (Blumenstr. 28b), das Marionettentheater sowie die altkatholische Kirche St. Willibrord (Blumenstr. 36). Georg Elser wohnte vom 5. bis 31. August 1939 im Haus Blumenstraße 19.
An der Blumenstraße 1, 3, 5, 7, 11/13, 22, 23, 26, 28/28a/28b, 29, 31, 32, 35, 36, 37 und 43 liegen Baudenkmäler, siehe dazu: Liste der Baudenkmäler in der Münchner Altstadt#B

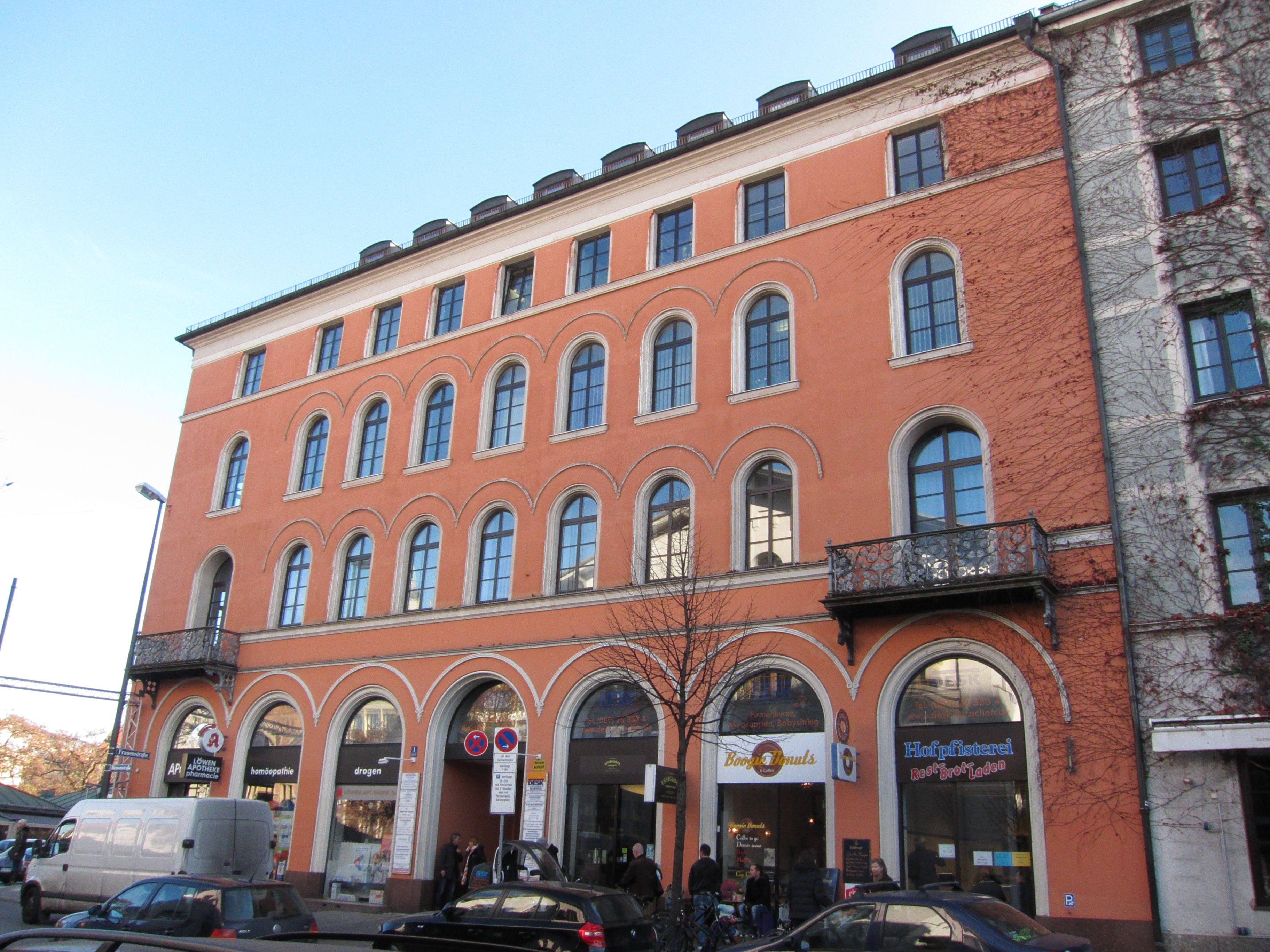
Blumenstraße 1
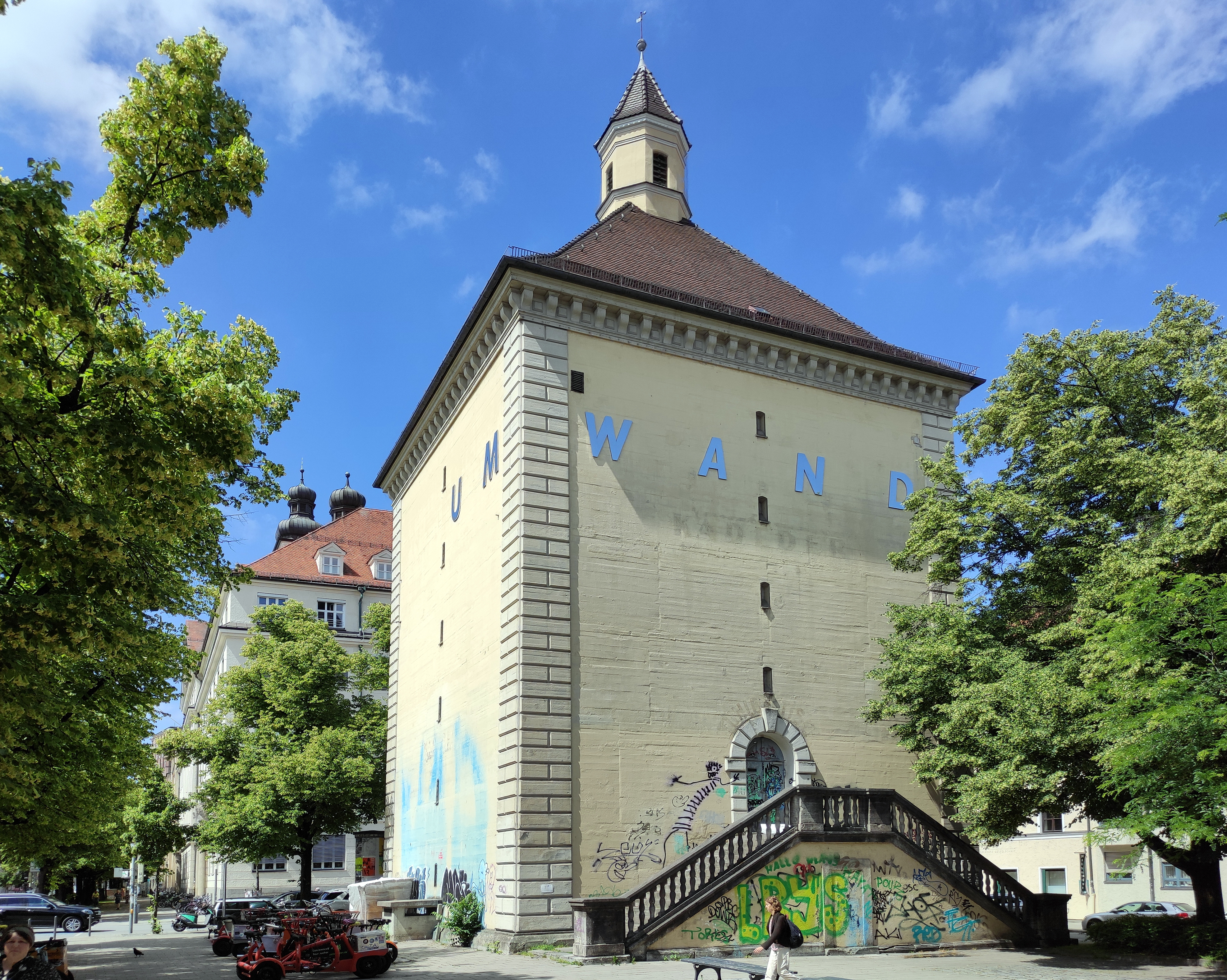
Hochbunker Blumenstraße
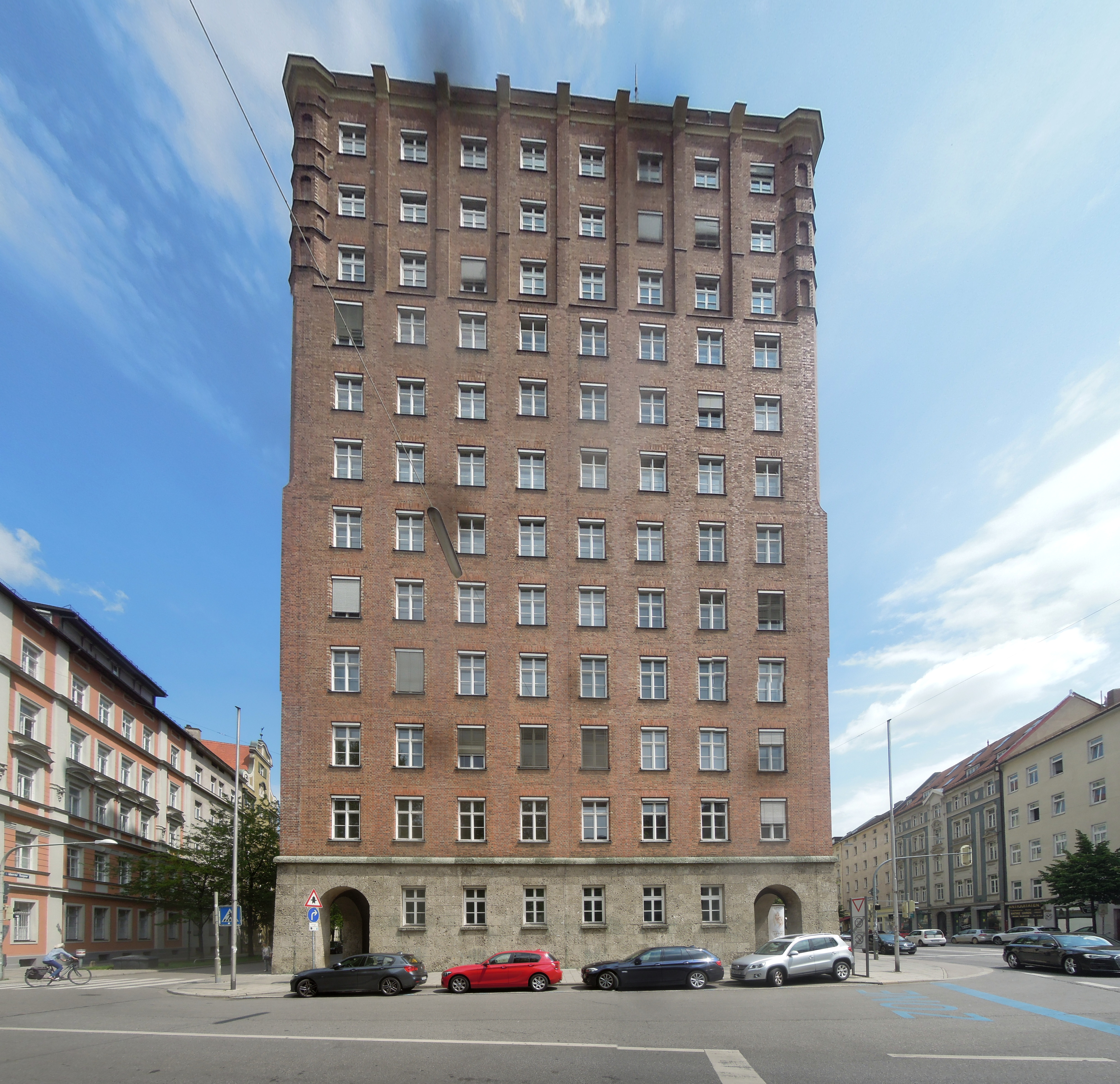
Städtisches Hochhaus
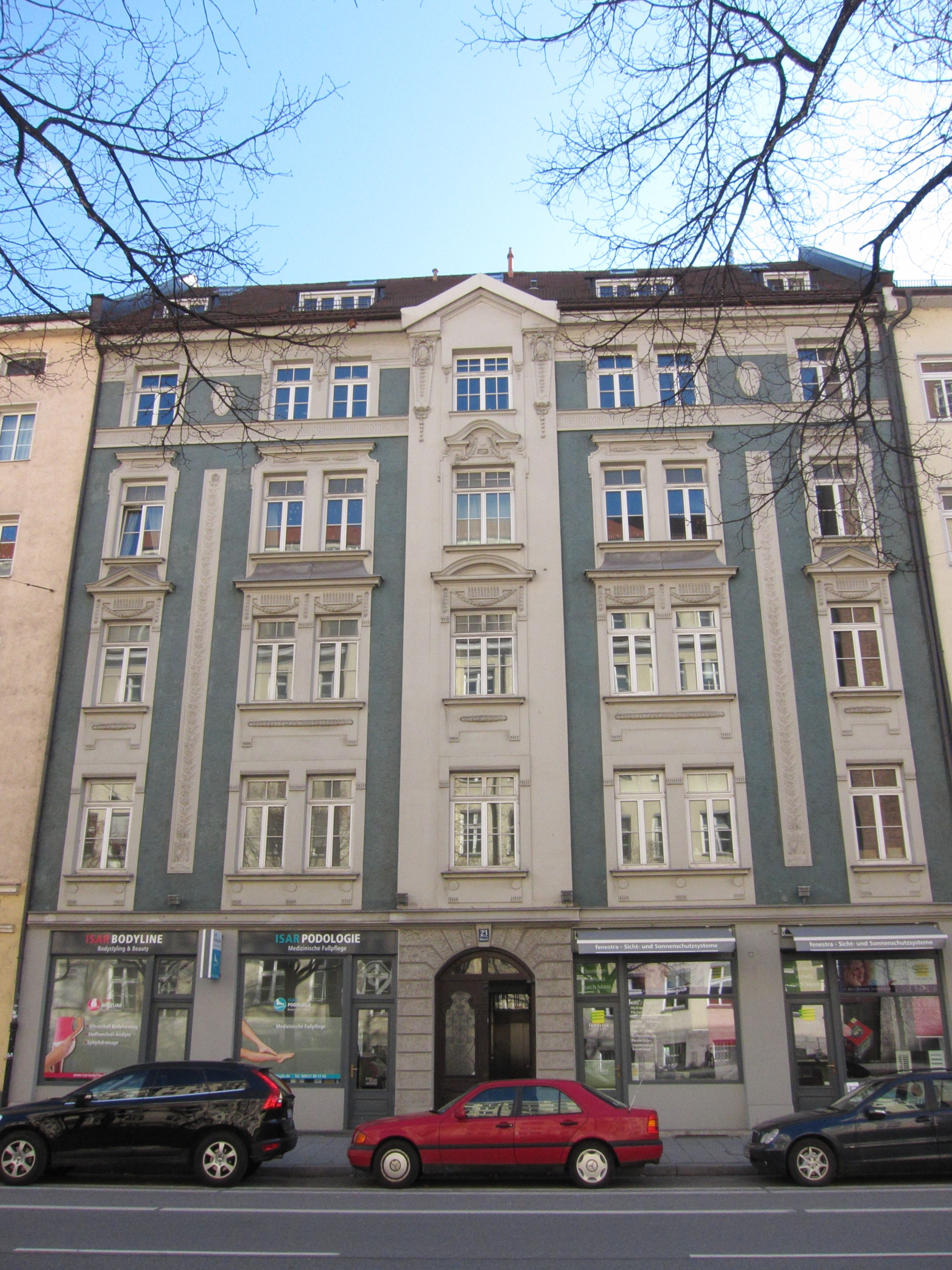
Blumenstraße 23
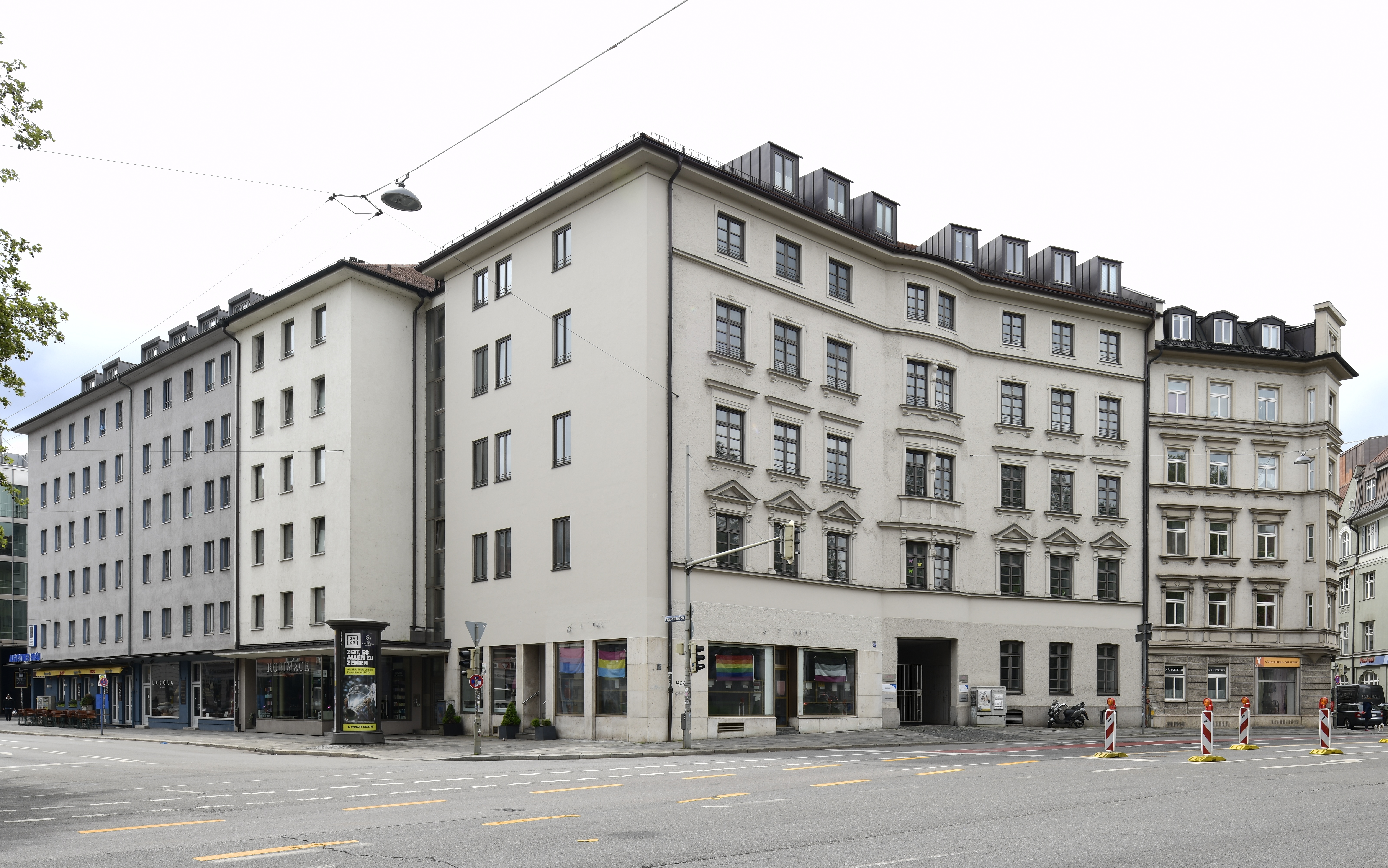
Blumenstraße 29
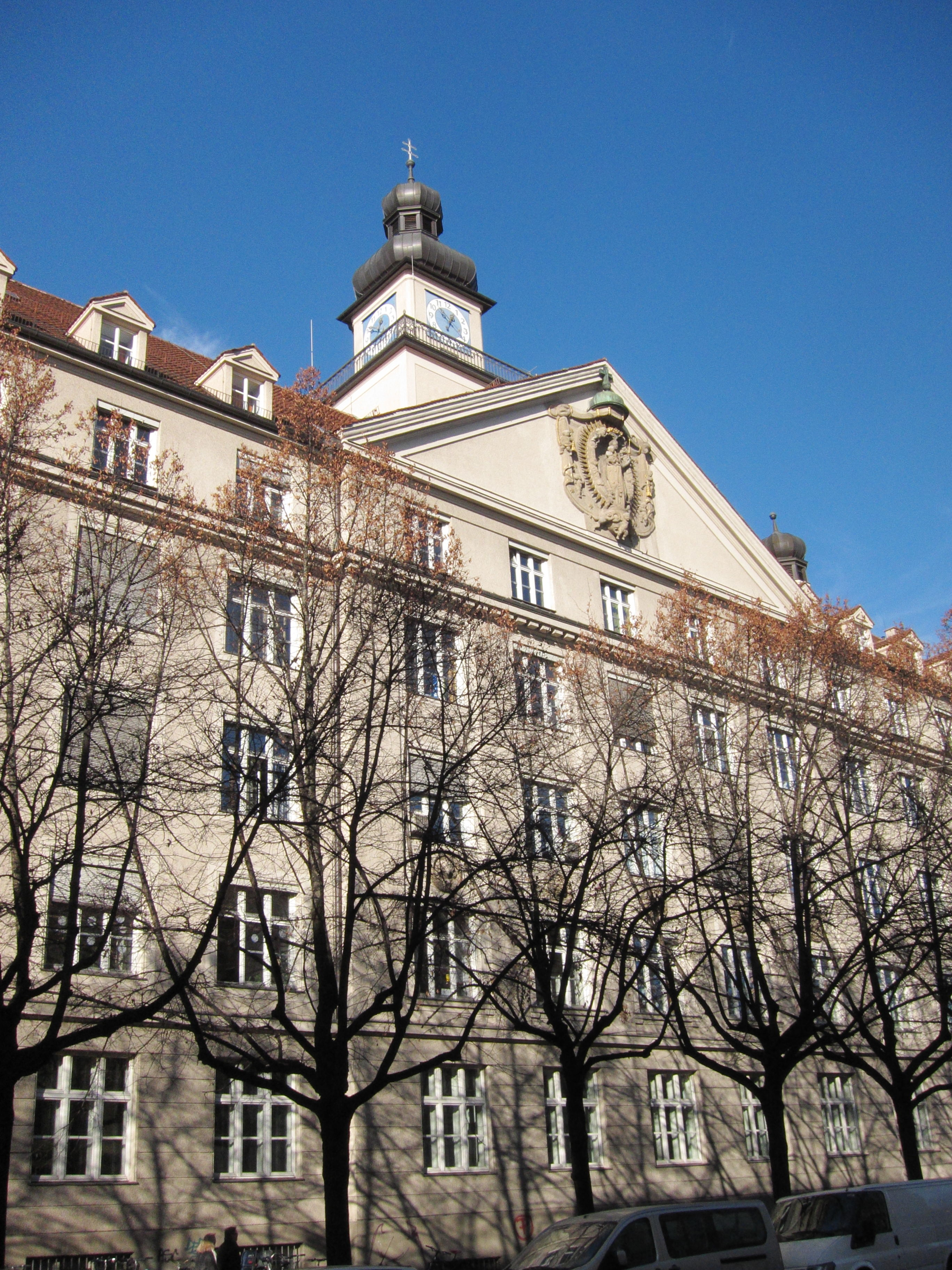
Theresia-Gerhardinger-Gymnasium am Anger
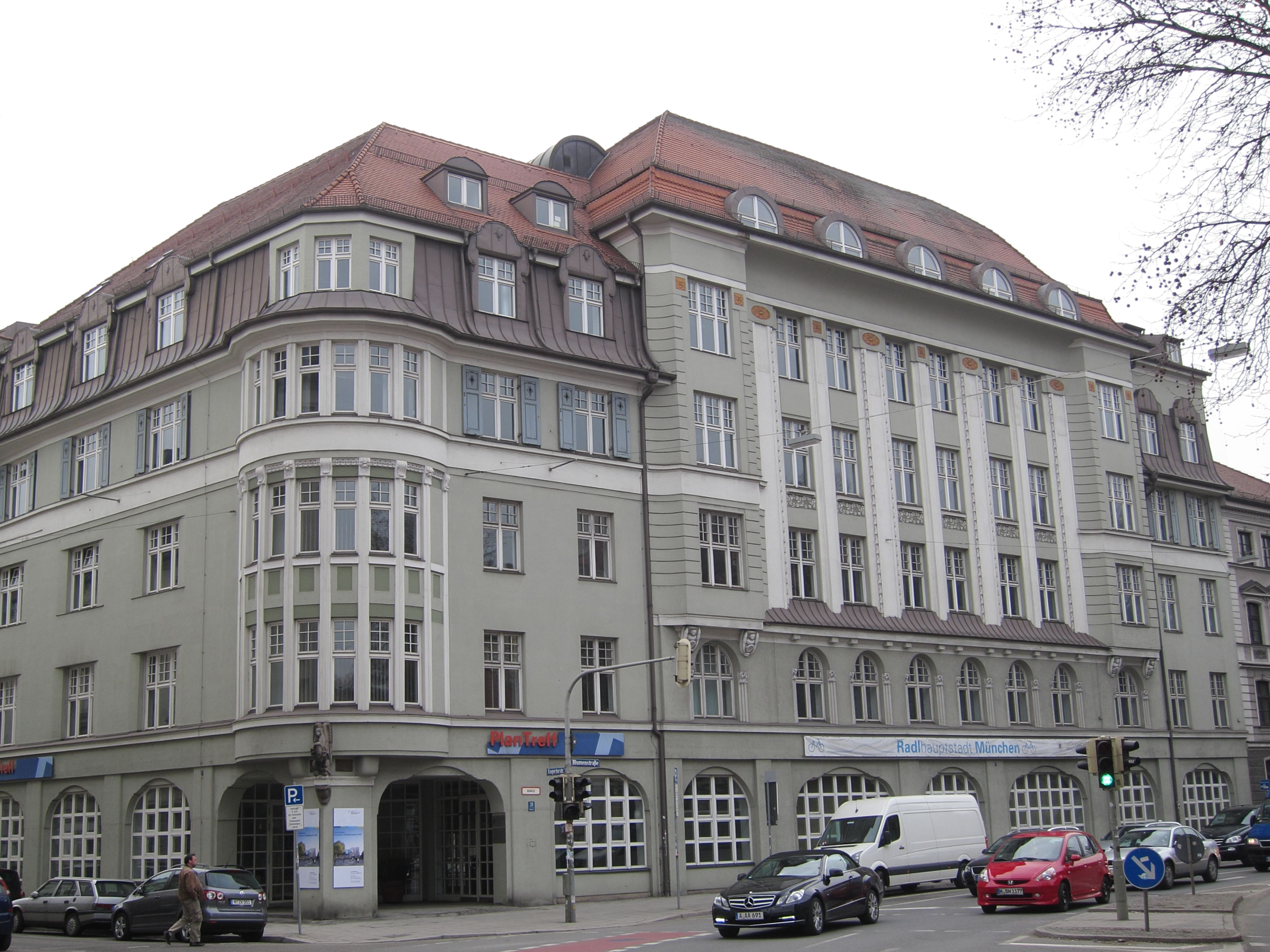
Blumenstraße 31
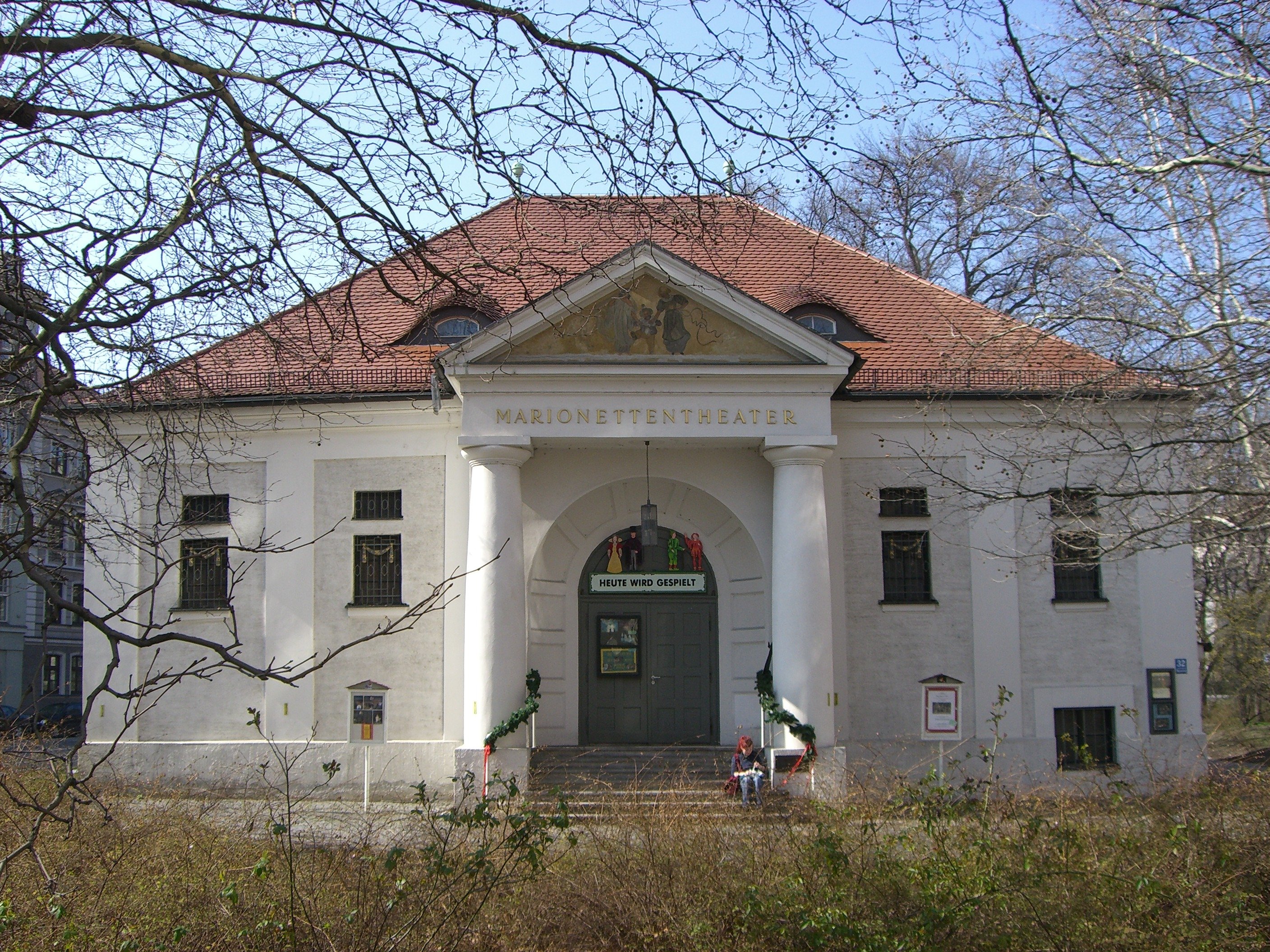
Marionettentheater
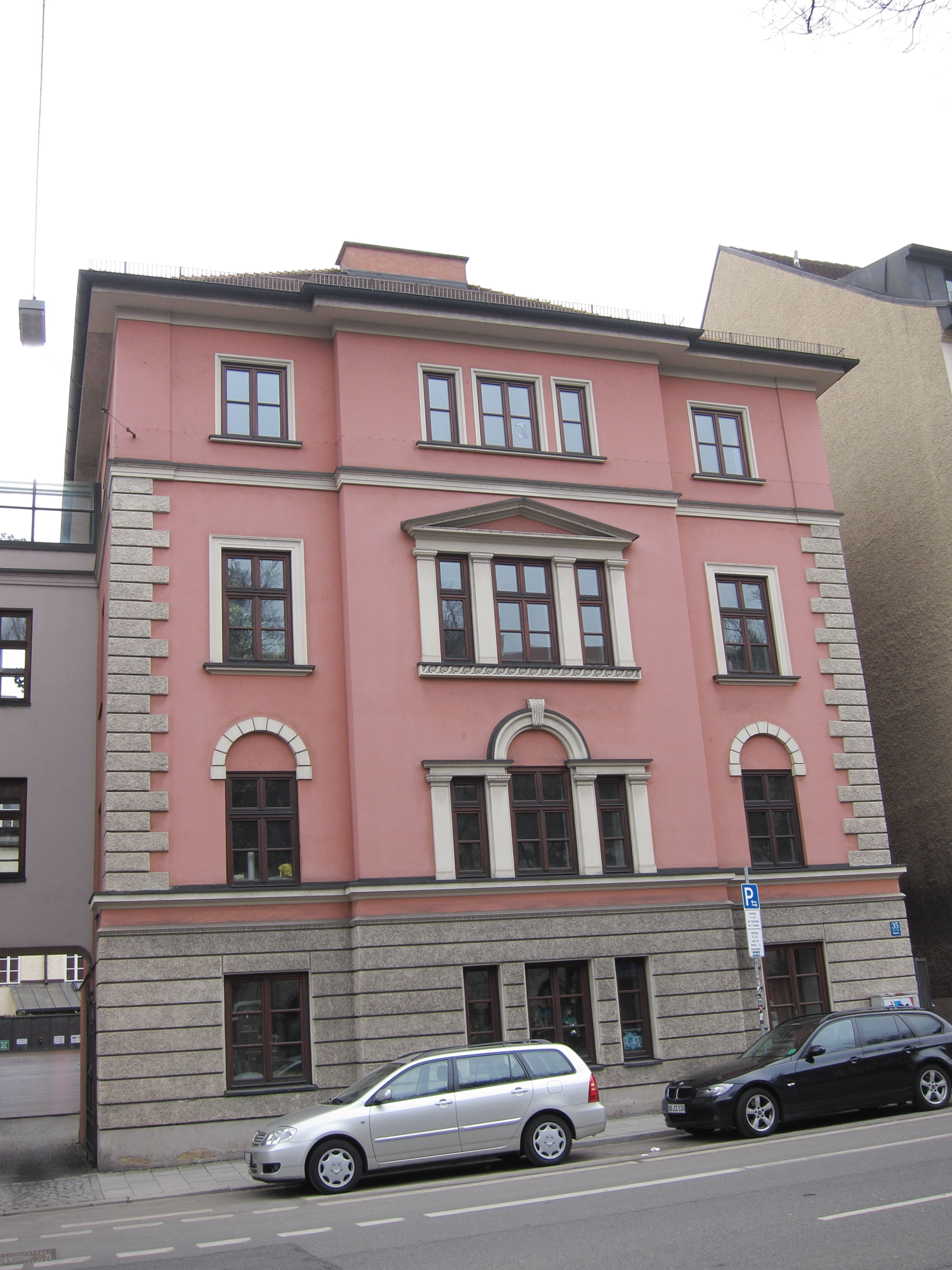
Blumenstraße 35
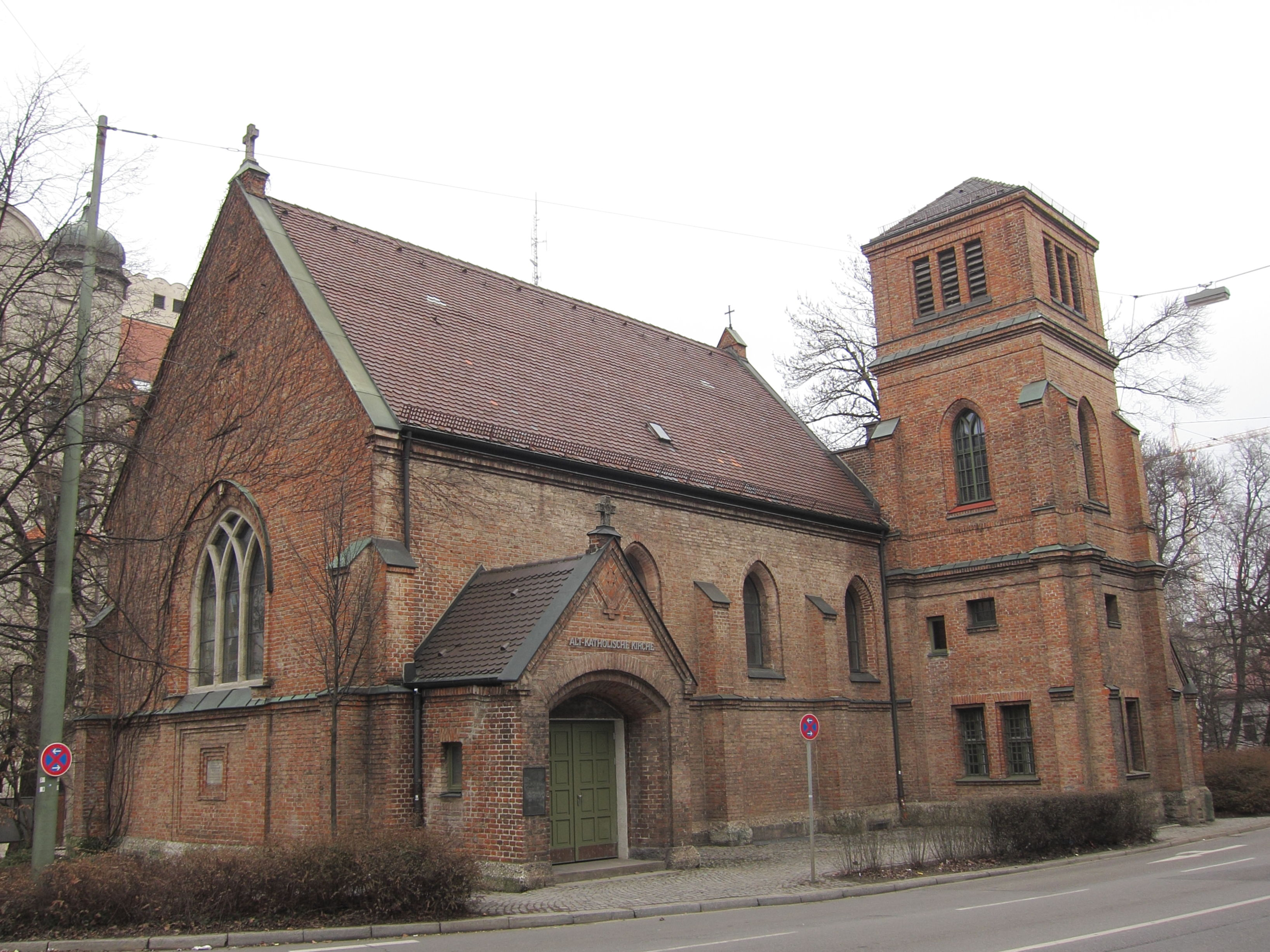
St. Willibrord
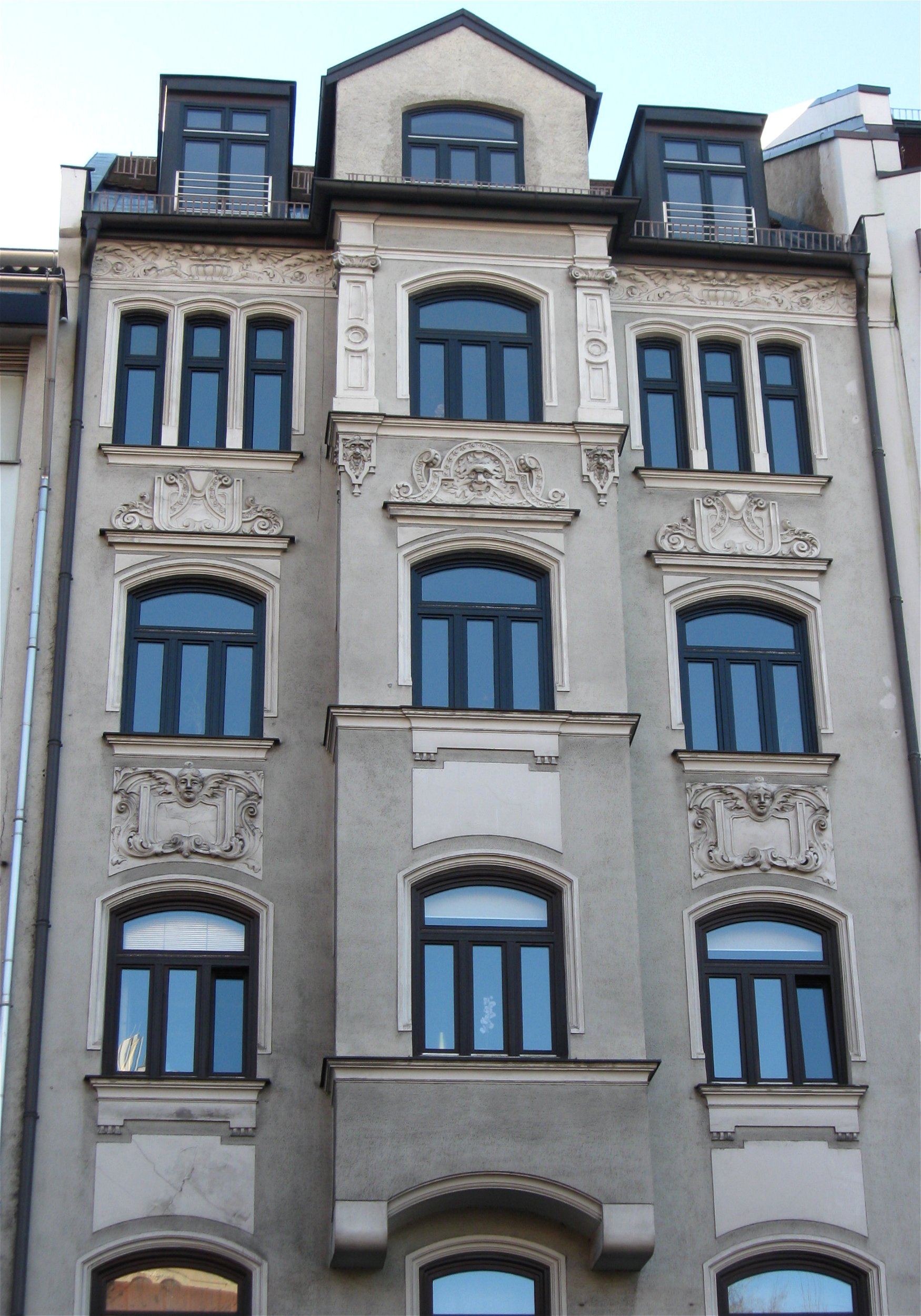
Blumenstraße 43

## Wissenswertes
Die Blumenstraße erhielt 1884 ihren heutigen Namen offiziell, der sich auf den im Jahre 1843 erstmals stattfindenden Blumenmarkt bezieht.
Die Fassade des Hauses Blumenstraße 28 war die erste Fassade in Deutschland (West), die 1977 mit einer Wärmebildkamera (Thermografie) auf Energieverluste untersucht wurde. 
Die Blumenstraße hat bis zur Corneliusstraße nur eine Fahrspur pro Richtung.